# Leiophron alkonost
Leiophron alkonost är en stekelart som beskrevs av Sergey A. Belokobylskij 2000. Leiophron alkonost ingår i släktet Leiophron och familjen bracksteklar. Inga underarter finns listade i Catalogue of Life.